# ゴットフリート・フォン・アイネム
ゴットフリート・フォン・アイネム（Gottfried von Einem、1918年1月24日 - 1996年7月12日）は、オーストリアの作曲家。

## 略歴
スイスのベルンでオーストリア軍の駐在武官の息子として生まれた。1921年に一家はドイツのシュレースヴィヒ＝ホルシュタイン州のマレンテに移り住んだ。その後ベルリンに行き、ボリス・ブラッハーに師事し、1938年からベルリン・フィルハーモニー管弦楽団のコレペティトールとなった。ベルリン時代にヴェルナー・エックのすすめでバレエ『トゥーランドット姫』を作曲している。1944年にドレスデン歌劇場の音楽アドバイザーに就任。
作曲家として1947年のザルツブルク音楽祭で上演されたオペラ『ダントンの死』で名声を得た。やがて1953年にウィーンに行き、1954年からウィーン国立歌劇場の芸術顧問を務めた。さらに1963年から1972年までウィーン音楽院の教授を務め、1965年から1970年までオーストリア音楽アカデミーの会長を務めた。その後は、ニーダーエスターライヒ州のヴァルトフィアテル（森林地区）で暮らした。
先妻が死去した後の1966年に劇作家のロッテ・イングリッシュと結婚し、後期のオペラの多くは彼女の台本によるものである。オーストリア社会民主党の政治家で、閣僚経験者のカスパー・アイネムは先妻との間の息子である。ナチス時代に音楽家コンラート・ラーテ（Konrad Latte）の命を救ったとされてイスラエル政府より「諸国民の中の正義の人」の称号を与えられた。

## 作風
典型的なウィーン保守派に属し、乾いたリズムや確固とした旋律が特徴的である。ジャズとイーゴリ・ストラヴィンスキーとセルゲイ・プロコフィエフの影響も受けている。初期は調性の逸脱も若干はあるが次第にそれすらもなくなり、晩年は完全な調性音楽の作曲家として認識されていたばかりか、第4交響曲に至っては古典の引用も含まれている。Tierrequiem op. 104のころは和声も簡素化されていたが、表出力の強いメロディーは使い続けていた。本質的には劇音楽の作曲家であった。

## 作品

### オペラ
- ダントンの死
- 審判（フランツ・カフカの審判による）
- 老婦人の訪問
- 企みと恋
- イエスの婚礼

### バレエ
- トゥーランドット姫
- メドゥーサ

### 交響曲
- フィラデルフィア交響曲

### 管弦楽曲
- ブルックナー・ディアローグ op. 39 （1971年）ブルックナーの交響曲第9番第4楽章の未完のスケッチに基づく作品。
- 管弦楽のためのカプリッチョ（Op. 2）

## 文献
- Dominik Hartmann: Gottfried von Einem. Verlag Lafite, Wien 1967 (Komponisten unserer Zeit, Bd. 11), S. 84, ISBN 978-3-85151-048-5.

## エピソード
1993年にNHK教育テレビジョンで同じ出版社に属するユン・イサンと浅田彰を迎えて鼎談を行った事がある。この放送の2年後ユンは死去。3年後はアイネムも死去しており、二人の大作曲家の晩年の意見として貴重な記録となった。